# Xavier Guitart i Cano
Xavier Guitart i Cano (Camprodon, 1982) és un polític català, delegat del Govern de la Generalitat a Girona des de 2024 i Alcalde de Camprodon des de 2019.
Va estudiar un cicle formatiu en Grau Superior d’Electrònica i Mecànica a l’institut Abat Oliba de Ripoll.
El 2011 va esdevenir regidor a l'Ajuntament de Camprodon. A les eleccions municipals de 2019 fou investit alcalde, càrrec que repetiria a les eleccions municipals de 2023. El setembre de 2024 fou nomenat delegat del Govern de la Generalitat a Girona, en substitució d'Anna Torrentà.
Forma part de l'executiva de la Federació de Municipis de Catalunya i el 2023 fou escollit Representant del Consell d’alcaldes i alcaldesses del Ripollès per unanimitat.